# Skate (série de jeux vidéo)
Skate (stylisé comme skate.) est une série de jeux vidéo de sports extrêmes principalement développés et publiés par Electronic Arts. Les trois premiers jeux principaux de la série ont été développés par EA Black Box. Après la fermeture d'EA Black Box en 2013, la franchise a été interrompue jusqu'à l'annonce d'une quatrième entrée dans la série en 2020.

## Aperçu
La série Skate se distingue des autres jeux vidéo de skateboard par son système de contrôle unique, appelé "Flick-it", dans lequel les joueurs exécutent des tours avec des mouvements brefs et rapides de l'un ou des deux sticks analogiques d'une manette de jeu à double stick. Les joueurs assument le rôle d'un skateur personnalisable et explorent librement une ville fictive dans un monde ouvert, complétant des défis divers et de plus en plus difficiles tout en étant filmés par le caméraman Giovanni Reda pour débloquer de nouvelles zones, obtenir de nouveaux cosmétiques et finalement devenir célèbres. En cours de route, le joueur peut rencontrer, rivaliser avec et même jouer en tant que certains skateurs célèbres de la vie réelle, comme Danny Way, Terry Kennedy et Rob Dyrdek, et doivent éventuellement choisir parmi plusieurs authentiques sociétés d'équipement de skateboard sous licence pour obtenir une approbation avec des pièces de skateboard exclusif. Les joueurs peuvent utiliser des marqueurs de session pour se rendre ou revenir rapidement aux lieux de leur choix. Un système de blessures spécial appelé "Hall of Meat" suit les blessures subies lors des chutes, en particulier les fractures, ce qui est essentiel pour relever certains défis.
| 2007    | Skate    |
| 2008    | Skate It |
| 2009    | Skate 2  |
| 2010    | Skate 3  |
| 2011    |          |
| 2012    |          |
| 2013    |          |
| 2014    |          |
| 2015    |          |
| 2016    |          |
| 2017    |          |
| 2018    |          |
| 2019    |          |
| 2020    |          |
| 2021    |          |
| 2022    |          |
| À venir | Skate    |

La série Skate a commencé au cours de la septième génération de consoles de jeux vidéo, avec trois jeux majeurs publiées sur Xbox 360, PlayStation 3 et un spin-off publié sur les plates-formes Nintendo de cette génération, tirant parti de leurs commandes de mouvement pour réaliser les contrôles signature ("Flick- it") de la série. Tous ces quatre jeux sont sortis chaque année vers la fin des années 2000, avant que la série ne soit interrompue.

### Skate (2007)
Le premier jeu de la série Skate est sorti en 2007 sur PlayStation 3, Xbox 360 et téléphones portables. Il se déroule dans la ville fictive de San Vanelona, une combinaison entre San Francisco, Vancouver et ⁣⁣Barcelone⁣⁣, et suit le parcours d'un skateur ordinaire devenu célèbre après un accident dévastateur.

### Skate It
Sorti en 2008, ce spin-off, ciblant la Wii, la Nintendo DS et iOS, tire parti de ses commandes de motion control pour implémenter le système de contrôle "Flick-it" de la série et se situe également entre Skate et le prochain Skate 2,. Un tremblement de terre endommage gravement San Vanelona et un nouveau personnage skate à travers les ruines de la ville pour devenir célèbre, avant de se rendre dans d'autres villes réelles d'Europe, de Chine et du Brésil pour prouver ses compétences.

### Skate 2
La suite de Skate, sortie en 2009, dans laquelle le protagoniste principal est libéré de prison après le tremblement de terre qui a secoué San Vanelona. La ville est reconstruite par MongoCorp dans une nouvelle ville où le skateboard est illégal. Notre personnage doit à nouveau développer la maîtrise du skate tout en échappant aux autorités déterminées à réprimer une telle activité.

### Skate 3
Le troisième volet de Skate est sorti en 2010 avec un changement majeur par rapport aux titres précédents avec son nouveau cadre, la ville de Port Carverton et une augmentation sans précédent de la liberté. Le joueur doit à nouveau skater vers la célébrité après qu'une cascade dangereuse dans la ville ait mal tourné, ce qui lui a coûté un contrat de parrainage lucratif.

### Skate(NC)
Plus d'une décennie après la sortie de Skate 3, Electronic Arts annonça qu'un quatrième volet de Skate était en développement. EA créa Full Circle, un nouveau studio à Vancouver, en Colombie-Britannique, pour diriger son développement. Le studio est dirigé par Daniel McCulloch et comprend Deran Chung et Cuz Parry, qui avaient créé les jeux Skate originaux. Fin août 2021, Electronic Arts a confirmé que le jeu sera au moins disponible sur Microsoft Windows et macOS pour la toute première fois dans l'histoire de la série, et ciblera également les consoles PlayStation et Xbox non spécifiées, ainsi que les plateformes mobiles. En juillet 2022, le jeu a été annoncé sous le nom de Skate, stylisé en skate. comme le jeu original. Le nouveau Skate sera un titre free-to-play. skate. se déroulera dans une nouvelle ville connue sous le nom de San Vansterdam.